# 哈薩克交通
哈薩克的領土廣闊，面積達270萬平方公里，人口密度也相當稀少，因此分散各地的農業與工業重心之間的連結相當重要，當中交通運輸就是擔起這項大任的要素。另外哈薩克近期也致力於基礎建設的方面上，根據哈薩克駐美國大使凱拉特·烏馬羅夫所述，光是2014年哈薩克就投入了180億美元在建造鐵路、公路和機場上。

## 公路

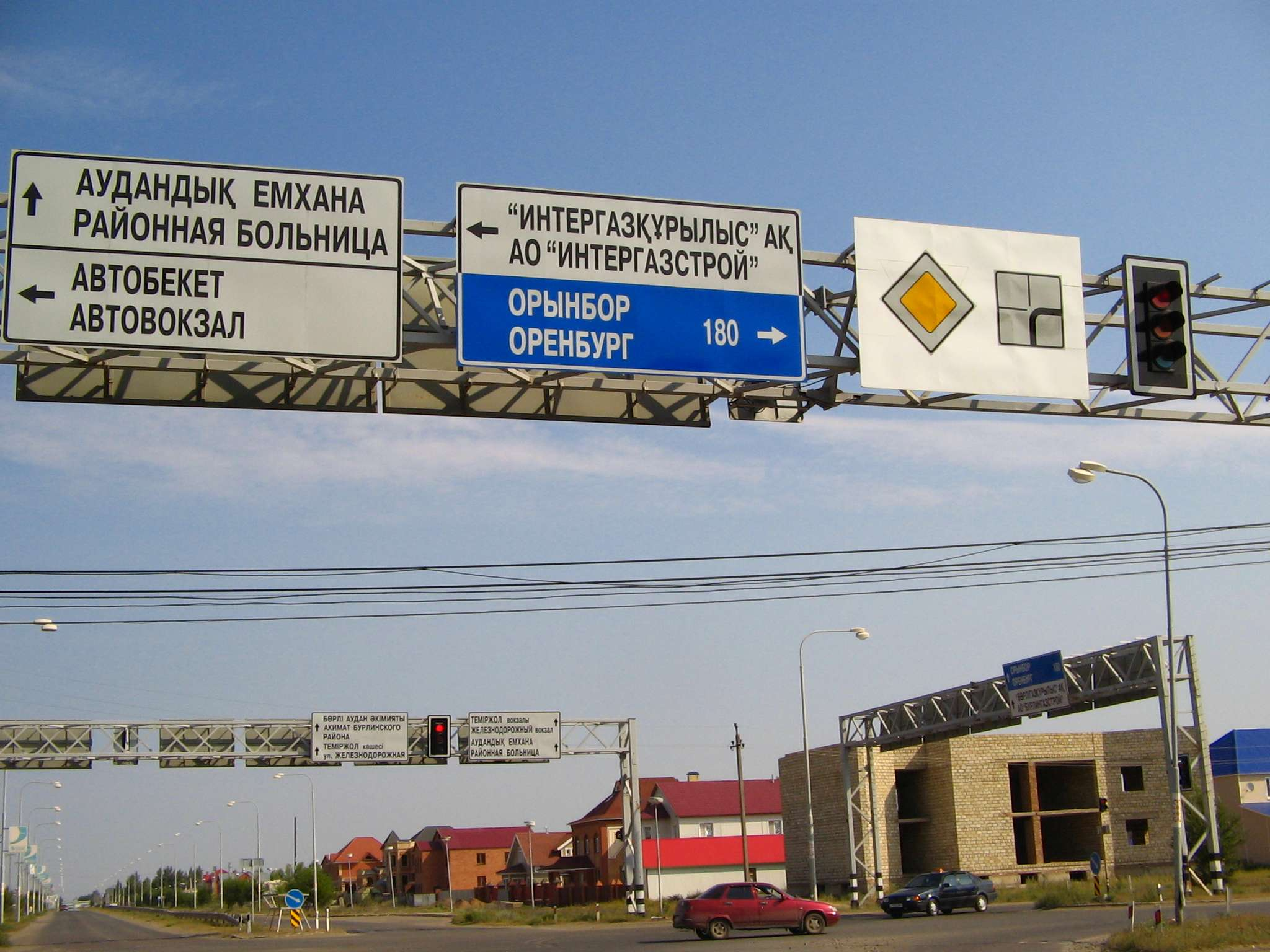
位於西哈薩克斯坦州阿克賽的道路標誌

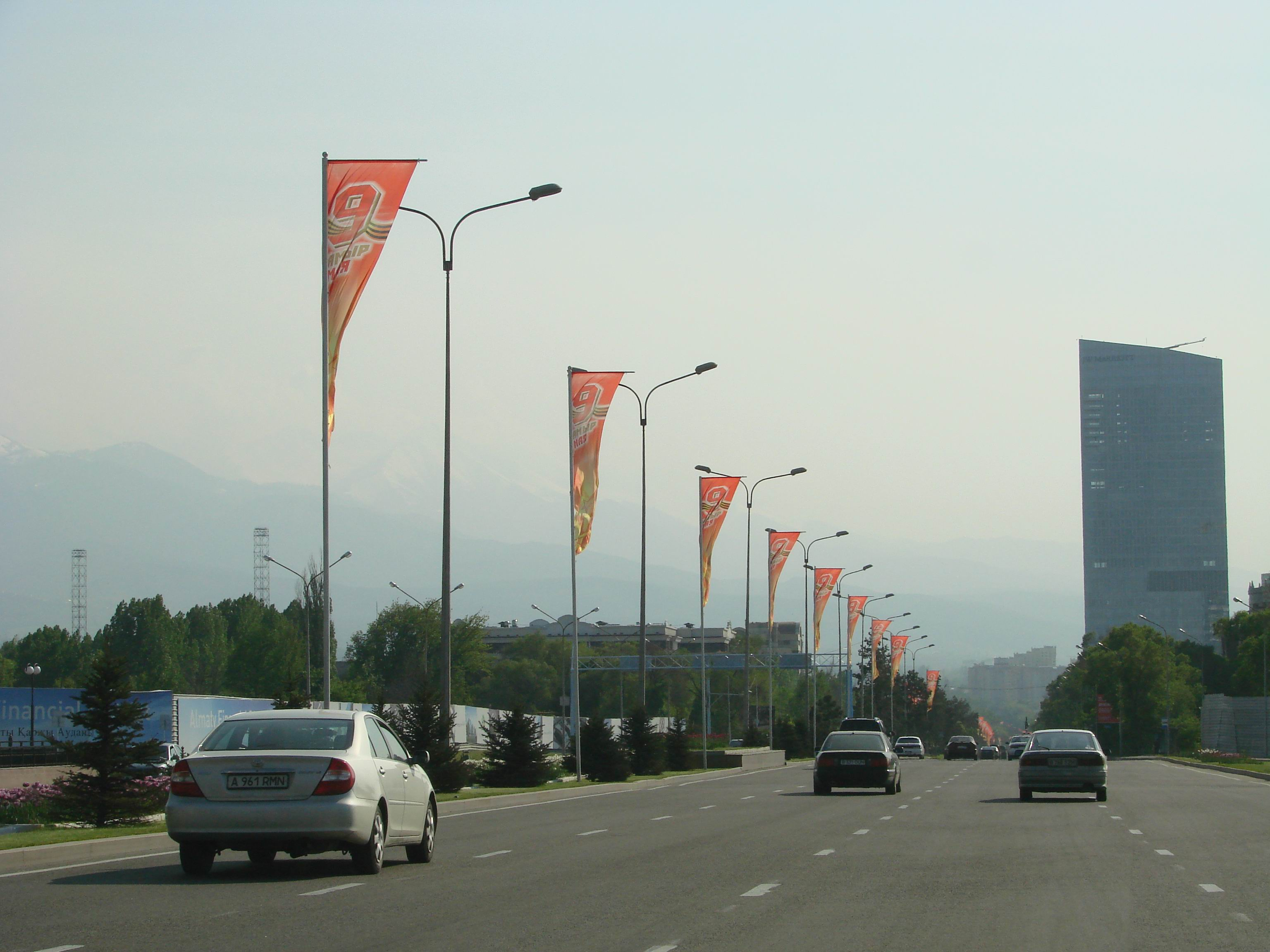
位於阿拉木圖的法拉比大道，圖中右側可見Esentai塔

截至2012年，哈薩克共有97,418公里長的道路，其中87,140公里有鋪設柏油路面。雖然哈薩克公路長度達九萬公里以上，但大多數的道路需要現代化與維修。另外根據2011年5月的統計，哈薩克共有3,264,400輛汽車。
目前共有五條國家間的高速公路，總長度約為23000公里：
- M-36高速公路： 阿拉木圖 – 阿斯塔納 – 庫斯塔奈（會一路延伸到車里雅賓斯克）
- M-51高速公路： 阿拉木圖 – 彼得罗巴甫尔 – 鄂木斯克
- M-38高速公路： 阿拉木圖 – 塞米伊 – 巴甫洛達爾（會一路延伸到鄂木斯克）
- M-39高速公路： 阿拉木圖 – 奇姆肯特（會一路延伸到塔什干）
- M-32高速公路： 奇姆肯特 – 阿克托比 – 烏拉爾（會一路延伸到薩馬拉）

2009年，東歐－東中國高速公路開工建造，預定於2013年完工，總長度約為8445公里，其中的2,787公里位於哈薩克境內。整個道路的設計上，最厚的水泥與柏油鋪面會厚達80公分之多，以期使用壽命可以長達25年以上，除了基本檢修外，速度限制可以達到每小時120公里。除了道路本體外，也會建造一些橋梁、道路維護部門、電子標牌以及公車停靠站。

### 一般道路
一般道路在哈薩克仍不發達，而興建緣由是人煙稀少與地幅廣大，沒有必要都興建相當寬的道路，以下列出主要的多線道的一般道路：
- A1 - 阿斯塔納 – 休欽斯克，長度約為250公里
- A2 - 阿拉木圖 – 尤金納嘉興，長度約為58公里
- A2 - 奇姆肯特 – 金貝克宙力，長度約為100公里
- A3 - 阿拉木圖 – 卡普恰蓋，長度約為82公里

## 鐵路

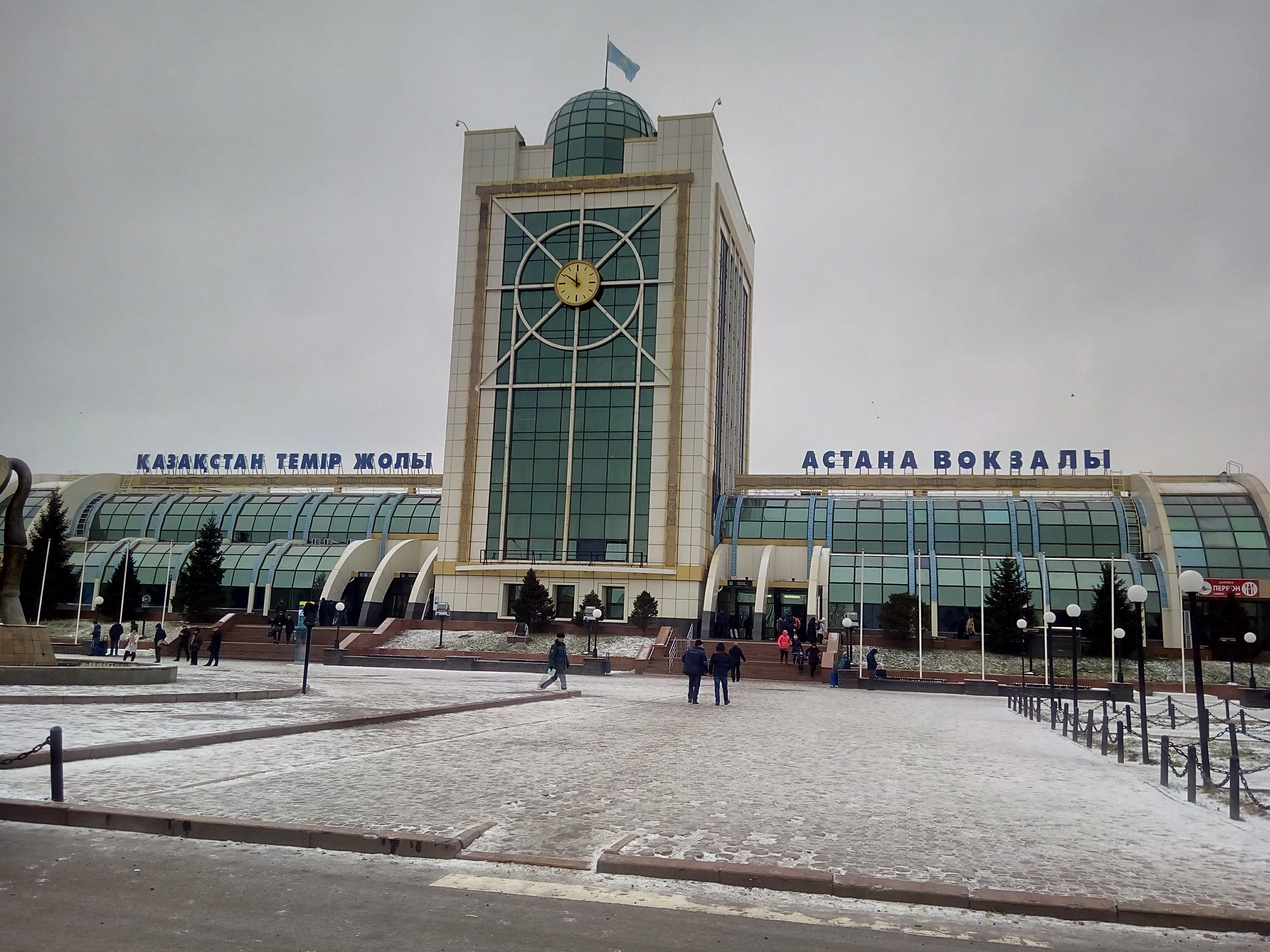
既有阿斯塔纳站（2016年）；阿斯塔纳的另一座铁路客运站阿斯塔纳光明大道站已于2017年6月1日启用

鐵路擔起哈薩克全國68%的貨物運輸與57%的乘客運輸，是該國相當重要的運輸工具。截至2014年，哈薩克境內共有14,184公里長的鐵路，這當中不包括一些獨佔的工業鐵路，所有的軌距均為1.52公尺標準軌內，所有鐵路均由有國營背景的哈薩克斯坦國家鐵路公司營運。
由於哈薩克鐵路是在蘇聯時所設計與建造的，因此並沒有考慮蘇聯加盟國內部的情況，所以造成烏拉爾到阿克托比之間的鐵路會進入俄羅斯境內，這也意味著目前的鐵路設計並不符合當代的哈薩克所需。近年的大事紀包括2006年提倡中國與歐洲的泛洲鐵路；2007年完成通往歐洲的鐵路主線；2008年以BOT模式進行萊特郡與霍尔果斯市之間的鐵路建設，這是一條現存在沙泉子附近的現有鐵路的一條分支。近期的鐵路設計包括將1600公里的鐵路電氣化以及在2700公里的鐵路中增加火車站，這些計畫將於2015年完成。

### 與鄰國相連接的鐵路
- 俄羅斯：軌距1.52公尺，與哈薩克境內相同。
- 中华人民共和国：有1.52公尺與1.435公尺兩種軌距，邊界通過城市為哈薩克的多斯特克－中國的阿拉山口市，兩側鐵路名稱為土西鐵路與北疆铁路。
- ：軌距1.52公尺，與哈薩克境內相同。
- ：軌距1.52公尺，與哈薩克境內相同。
- ：軌距1.52公尺，與哈薩克境內相同，於2013年開通。
- 裏海：軌距1.52公尺，與哈薩克境內相同。

### 快速交通系統和有軌電車系統

#### 阿拉木圖

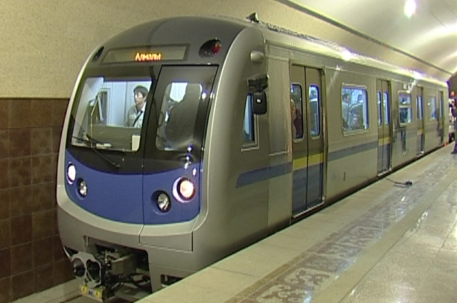
阿拉木圖地鐵

8.56公里長的小型地鐵建於阿拉木圖，統稱為阿拉木圖地鐵，另外第二條與第三條的阿拉木圖地鐵線也正在規劃中，其中第二條地鐵線會與第一條地鐵現在其中兩個車站相交會。在2011年5月，第一條阿拉木圖地鐵線將進入延伸計畫，目前有超過300個隧道已經被挖掘開來，並準備多設置五個以上的車站，整體延伸長度為8.62公里，將可以到達阿拉木圖比較近郊的地區。建造工程總共分成三個階段，第一階段會先多通行兩個車站，長度約增加2.7公里左右，並在2015年4月完成此一延伸段。
另外阿拉木圖也有有軌電車系統，在蘇聯時期，路線數曾經多達10條，不過目前有營運的路線只剩下2條，總長度約為23公里。

#### 阿斯塔納
阿斯塔納地鐵正在建造中，計畫時間相當長，而且一度於2013年被中止，直到2015年5月7日才重啟阿斯塔納地鐵的建造。

#### 厄斯克門
厄斯克門的有軌電車系統在1959~1978年之間逐步開通，並成為大受歡迎的交通運輸工具，最興盛時有六條路線，目前營運中的僅存四條，約有50節的電車提供路線上的載客服務。

#### 巴甫洛達爾
巴甫洛達爾共有86公里長的有軌電車系統，開通於1965年，時至2012年，共有20條常規路線與3條特別路線，並佔有當地60%的公共運輸系統的比率，另外當地政府也在2012年宣布將汰換舊有的115節有軌電車並添購新的100節有軌電車。

#### 鐵米爾套
鐵米爾套具有兩條有軌電車路線。

## 海運
主要的港口有兩座，與裏海接壤，分別位於阿克套與阿特勞。

## 空運

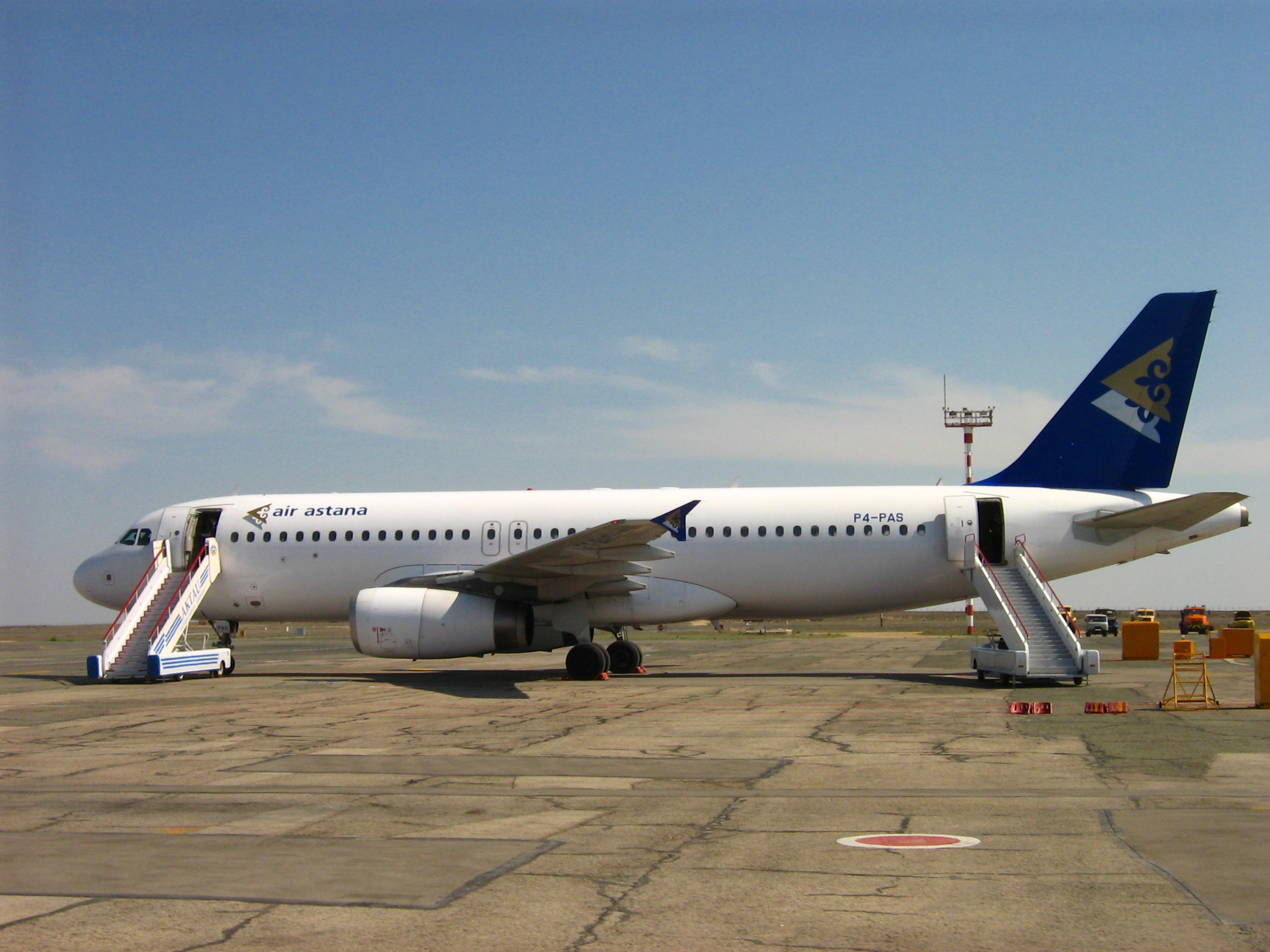
阿斯塔纳航空的空中巴士A320，位於阿克套機場

時至2013年，哈薩克境內共有96座機場，其中63座有經過鋪設跑道，另外33座則是沒有經過鋪設跑道的機場，另外還有3坐直升機機場。主要的航空公司有兩家，一家是阿斯塔纳航空，是哈薩克最主要的航空公司，主要基地位於阿斯塔納，阿斯塔纳航空在2012年世界航空大獎中被評為中亞最佳的航空公司；另一家新成立的航空公司是卡札克航空，於2015年7月20日開始營運。

## 運輸管線
截至2013年，整體而言有冷凝管線長658公里、天然氣管線12,432公里、石油管線11,313公里、精煉後的汽油管線1,095以及水管1,465公里。

## 外部連結
- 韓國在哈薩克成立巴士組裝
- 阿斯塔納航空官網（页面存档备份，存于）
- 哈薩克鐵路官網（页面存档备份，存于）
- 阿拉木圖機場簡介
- 阿斯塔納機場簡介
- 非官方阿斯塔納機場簡介